# سارة (النادرة)

تعديل مصدري - تعديل

سارة هي إحدى قرى عزلة الفجرة بمديرية النادرة التابعة لمحافظة إب، بلغ تعداد سكانها 112 نسمة حسب تعداد اليمن لعام 2004.